# Фаунтинское аббатство
Аббатство Фаунтинс (англ. Fountains Abbey) — руины самого большого цистерцианского аббатства средневековой Англии. Расположены неподалёку от города Рипон в графстве Северный Йоркшир и составляют ядро историко-архитектурного комплекса, внесённого в список памятников Всемирного наследия ЮНЕСКО.
У истоков аббатства стоял Турстан, архиепископ Йоркский. В 1132 году, когда 13 монахов были изгнаны из йоркского аббатства Девы Марии за попытку возродить бенедиктинский устав, Турстан дозволил им поселиться в долине реки Скелл. При покровительстве йоркских архиепископов и цистерцианского ордена монастырь превратился в один из самых грандиозных памятников английской готики.
В 1539 году, в разгар английской реформации, король Генрих VIII закрыл все монастыри Англии. Здание аббатства было разрушено, а принадлежащие ему земли перешли во владение короны. Через год они были проданы лондонскому купцу Ричарду Грешэму, сын которого Томас Грешем основал Лондонскую биржу. Часть строительного материала пошла на постройку Фаунтинс-холла — единственного в округе памятника гражданского зодчества елизаветинского периода.
С возрождением в XVIII—XIX веках интереса к готической архитектуре Фаунтинское аббатство стало привлекать множество туристов. Вокруг его романтических руин раскинулся королевский парк Стадли с построенной при королеве Виктории церковью св. Марии.

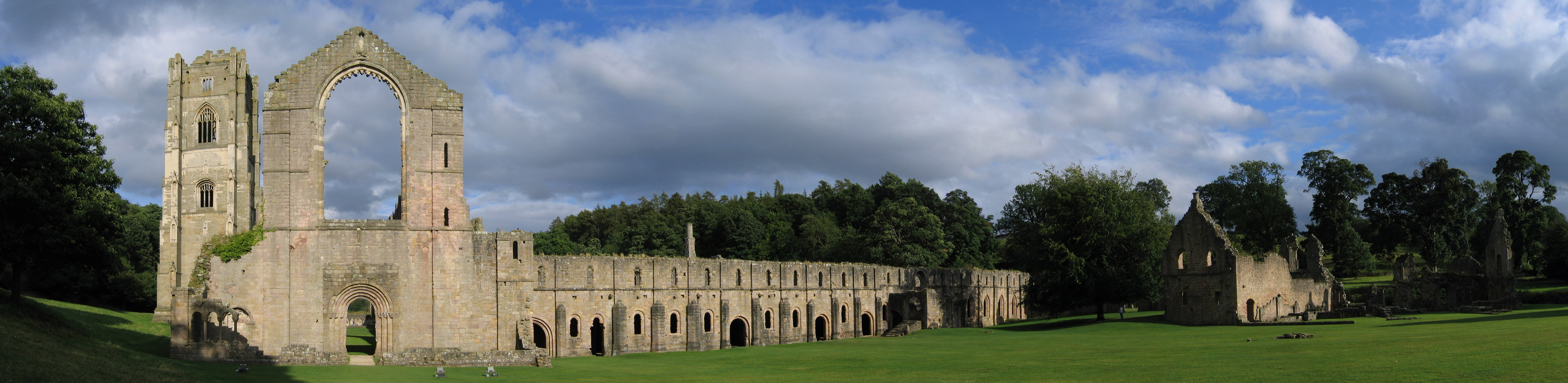
Развалины Фаунтинского аббатства